# جيلدو
بلدية جيلدو (بالإسبانية: Geldo)‏، هي إحدى بلديات مقاطعة كاستيلون التي تقع في منطقة بلنسية، في شرق إسبانيا.
يبلغ عدد سكانها 684 نسمة وفقاً لإحصائية سنة (2006).